# Park Sung-min
Park Sung-min (koreanisch 박성민; * 12. Mai 1990) ist ein südkoreanischer Badmintonspieler. 

## Karriere
Park Sung-min gewann bei den Badminton-Juniorenweltmeisterschaften 2007 und 2008 jeweils Silber mit dem südkoreanischen Team. Bei beiden Veranstaltungen wurde er auch jeweils Fünfter im Herreneinzel. Bei den Indonesia International 2011 belegte er Platz 9. 2012 konnte er sich für die Endrunde der Korea Open Super Series im Einzel qualifizieren und wurde dabei 17. in der Endabrechnung.